# Héctor Stefani
Héctor Antonio «Tito» Stefani (Las Flores, 6 de noviembre de 1959-Buenos Aires, 12 de octubre de 2024) fue un político y oficial de prefectura argentino. Perteneció al partido Propuesta Republicana (PRO), integró la Cámara de Diputados de su país representando a la provincia de Tierra del Fuego, Antártida e Islas del Atlántico Sur desde el 2017 hasta su fallecimiento.

## Biografía
Stefani nació en la localidad de Las Flores (provincia de Buenos Aires), el 6 de noviembre de 1959. Estudió como Técnico Superior en Seguridad Marítima en Escuela de Prefectura Naval Argentina Matías de Irigoyen, de la que egresó en 1980. Más tarde, se especializó en navegación en la Escuela Superior de Jefes y Oficiales en 1984. En 2003 obtuvo el grado de Licenciado en Ciencias Políticas de la Universidad Nacional de la Patagonia San Juan Bosco.
Estando aún en servicio en Prefectura Naval, fue destinado a diversos puestos de comando en Ushuaia, como comandante del buque Canal del Beagle, ciudad donde finalmente se radicó. Comenzó su carrera política como secretario y subsecretario en el gobierno provincial de Tierra del Fuego. En las elecciones legislativas de 2017, fue electo como diputado nacional por aquella provincia como parte de la lista de Cambiemos. Fue nuevamente electo en 2021.
Militante del Movimiento Popular Fueguino en sus comienzos, más tarde se desempeñó como presidente del partido Propuesta Republicana (PRO) en la provincia de Tierra del Fuego. En Elecciones provinciales de Tierra del Fuego de 2023, se postuló para Gobernador de Tierra del Fuego, siendo derrotado por el gobernador Gustavo Melella, obteniendo él el segundo puesto.
Stefani falleció el 12 de octubre de 2024 en la ciudad de Buenos Aires, víctima de un cáncer de piel. Tenía 64 años.